# Irrthal
Die Irrthal ist ein Gemeindeteil des Marktes Velden im niederbayerischen Landkreis Landshut.

## Lage
Der Weiler Irrthal liegt knapp vier Kilometer südlich von Velden oberhalb des Kothelener Bachs, der in den Spindlbach mündet. Er gehörte früher zur Gemeinde Felizenzell, bis diese am 1. Mai 1978 nach Velden eingemeindet wurde.

## Bevölkerungsentwicklung
Um 1871 gab es in Irrthal 15 Einwohner. Bis in die Nachkriegszeit des Zweiten Weltkriegs stieg die Bevölkerungszahl vorübergehend linear auf bis zu 28 Einwohner an. Im Mai 1987 lebten dort 14 Einwohner in vier Wohngebäuden.
| Jahr      | 1871 | 1925 | 1950 | 1970 | 1987 |
| Einwohner | 15   | 22   | 28   | 14   | 14   |